# بلانات تونس

شعار بلانات تونس

بلانات تونس، هي مزود خدمة انترنت تونسي. أسست بلانات تونس عام 1997  وقد كانت وراء تأسيسه سيرين المبروك، ابنة الرئيس بن علي. هيمنت بلانات على القطاع صحبة قلوبالنات لعدة سنوات ولم يظهر لهما منافسين إلا لاحقا. تشغل الشركة 247 شخصا ولها 300 موزع فيما بلغ رأسمالها 3,6 مليون دينار وإيراداتها 14.5 مليون دينار (2008). تقدم بلانات تونس لحرفاءها خدمات ادسل بسرعة 1، 2، 4 و8 مغ  كما تزود المؤسسات بخدمة الويماكس. أصبحت بلانات تونس تدور في فلك أورانج تونس (التي تساهم فيها مجموعة المبروك التي تسيطر عليها عائلة زوج سيرين) بعد حصول الأخيرة على رخصة اتصالات شاملة.

## وصلات خارجية
- بلانات تونس